# 鯨魚號
鯨魚號（MV A Whale），是一艘賴比瑞亞籍的除油船，船東為台灣的台灣海陸運輸公司（TMT, Taiwan Maritime Transport，原名「信榮航運公司」）。此船由韓國现代重工业（현대중공업）於蔚山（울산）的造船廠所建造，2010年竣工下水，原做為載運鐵礦砂與石油的貨船。同年6月在葡萄牙進行改裝，在船側開鑿數個吸水孔，可將受油污污染的海水吸入船內進行油水分離，再將處理後的水排回海中。2010年7月，該船開抵墨西哥灣海域，原預定在測試成功後與英國石油（BP）簽約，以協助進行漏油事件發生後的除油作業，該船一天可處理50萬桶（2100萬加侖）的受污染海水。
但在兩週的測試後，除油效果並不理想，原因是因未於發生漏油後第一時間參與除油，油污已分散成小塊，且除油船僅能靠行駛吸入海水，並無法主動抽入海水。

## 諸元
- 無線電呼號：A8UA7
- 國際海事組織編號（IMO number）：9424209
- 水上行動業務識別（MMSI）編號：636014465[1]
- 噸位：319,869 總載重吨位（DWT）
- 長：340 m (1,120 ft)
- 寬：60 m (200 ft)
- 吃水：11.3 m (37 ft)
- 速度：13.7節（25.4 km/h；15.8 mph）[1][5]